# Giuseppe Fabiani
Giuseppe Fabiani (ur. 27 listopada 1926 w Bertinoro, zm. 25 czerwca 2019) – włoski duchowny rzymskokatolicki, w latach 1989-2002 biskup Imoli.

## Życiorys
Święcenia kapłańskie przyjął 20 maja 1950. 19 lipca 1989 został mianowany biskupem Imoli. Sakrę biskupią otrzymał 10 września 1989. 18 października 2002 przeszedł na emeryturę. Zmarł 25 czerwca 2019.